# Szkeptikus Konferencia
A Szkeptikus Konferencia egy nyilvános és ingyenesen látogatható, az áltudományosság különböző válfajai köré szerveződő programsorozat, melyet hagyományosan minden második év februárjában rendeznek meg. A konferencia – ahogy az az elnevezéséből is adódik –, elsődleges céljának tekinti, hogy felhívja a figyelmet a tudományos és racionális kételkedés fontosságára, illetve hogy megoldásokat találjon arra, hogyan lehet a valódi tudományt az áltudománytól megkülönböztetni, felvértezve ezzel minden korosztályt az áltudományosság és irracionalitás térhódítása ellen. A Szkeptikus Konferencia egyszerre szól fiatalokhoz és idősekhez, szakmai végzettségtől, tudományos beállítottságtól és érdeklődési körtől függetlenül. 
A Szkeptikus Konferenciához részben kapcsolódik a Szkeptikus Társaság, melynek tagjai a Szkeptikus Konferenciához hasonlóan célul tűzik ki a valódi tudományos eredmények terjedésének elősegítését, és a szkepszis mint módszertani fogás tudományban való általánossá tételét.